# محمد طملية
محمد طمليه كاتب وصحفي أردني (1957 - 2008) (51 سنة) من مواليد مدينة الكرك، جنوب الأردن. يُعد من الكتاب الأردنيين الأكثر شهرة محلياً وعربياً لما يتميز به من سخرية لاذعة وفهم سياسي لما يدور محليا ودوليا. بدأ مشواره الصحفي مع جريدة الدستور عام 1983، وكان كاتبا لعمود يومي في عدة صحف أردنية أخرى، كما كان عضواً في الهيئة الإدارية لرابطة الكتاب الأردنيين، وفي اتحاد الأدباء والكتاب العرب.
وهو أول من كتب مقالا ساخرا في الأردن. وقد استطاع أن يوجد لنفسه أسلوبا فريدا، فجمع بين الأسلوب الصحفي والأدبي في الكتابة.

## نشأته
وُلد محمد عبد الله مصطفى طمليه في قرية أبو ترابة، قرب الكرك، جنوب الأردن، عام 1957. ويمتد جذر اسرته إلى قرية عنابة بقضاء الرملة، في فلسطين. حصل على بكالوريوس في اللغة العربية وآدابها من الجامعة الأردنية عام 1985.

## الحياة المهنية
عمل بعد تخرجه سكرتيراً تنفيذياً لرابطة الكتاب الأردنيين، ومديرا ثقافياً لغاليري الفينيق للثقافة والفنون، ورئيساً لتحرير جريدة (قف) وكاتباً لعمود يومي في عدد من الصحف الأردنية منها: الشعب، الدستور، العرب اليوم، البلاد، الرصيف، كما كان عضواً في الهيئة الإدارية لرابطة الكتاب الأردنيين، وفي اتحاد الأدباء والكتاب العرب. حصل على جائزة رابطة الكتاب الأردنيين في مجال القصة القصيرة عام 1986.
تشدو الإشارة إلى أنه بدأ قاصاً واصدر عدداً من المجموعات القصصية في الثمانينيات منها «المتحمسون الأوغاد» ثم انتقل إلى كتابة المقال الساخر تحديدا استطاع ان يؤسس لنفسه نمطاً كتابياً زاوج ما بين الصحافي والنص الادبي ليبدع كتابة مختلفة ينثر فيها ما لم يكتب من جارح وخارق وخارج عن المألوف.

### مؤلفاته
- جولة العرق (قصص) عمان: مطبعة التوفيق، 1980.
- الخيبة (قصص) عمان: مطبعة التوفيق، 1981.
- ملاحظات حول قضية أساسية (قصص) الزرقاء: مطبعة الزرقاء الحديثة، 1981.
- المتحمسون الأوغاد (قصص) عمان: رابطة الكتاب الأردنيين، 1986.
- يحدث لي دون سائر الناس)، كتاب مشترك مع رسام الكاركاتير حجاج، منشورات شركة أبو محجوب، عمان، 2004.[3]

## وفاته
توفي في عمّان عام 2008 إثر مرض عضال لازمه لفترة طويلة (سرطان اللسان ) . وقام نخبة من المثقفين والكتاب الأردنيين بتشييعه إلى مثواه الأخير في 13 أكتوبر / تشرين الأول 2008 حيث دفن في عمان في المقبرة الاسلامية سحاب .